# 函館車站
函館車站（日语：〔〕／ Hakodate eki */?）是日本北海道函館市的主要鐵路車站，隸屬於北海道旅客鐵道（JR北海道），是函館本線的起點，也是北海道地區鐵路里程的計算起點。

## 車站構造

### JR北海道

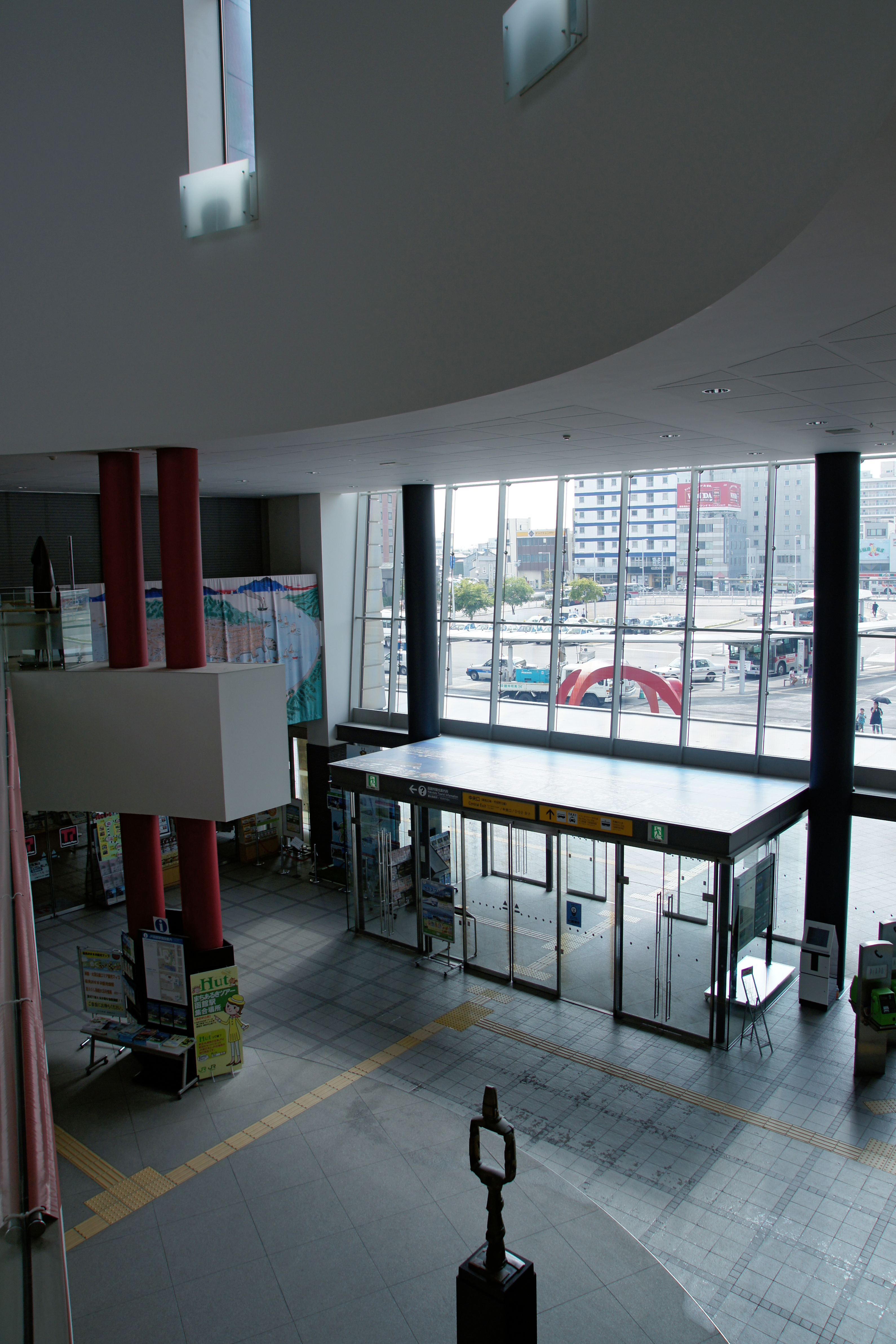
函館車站大堂

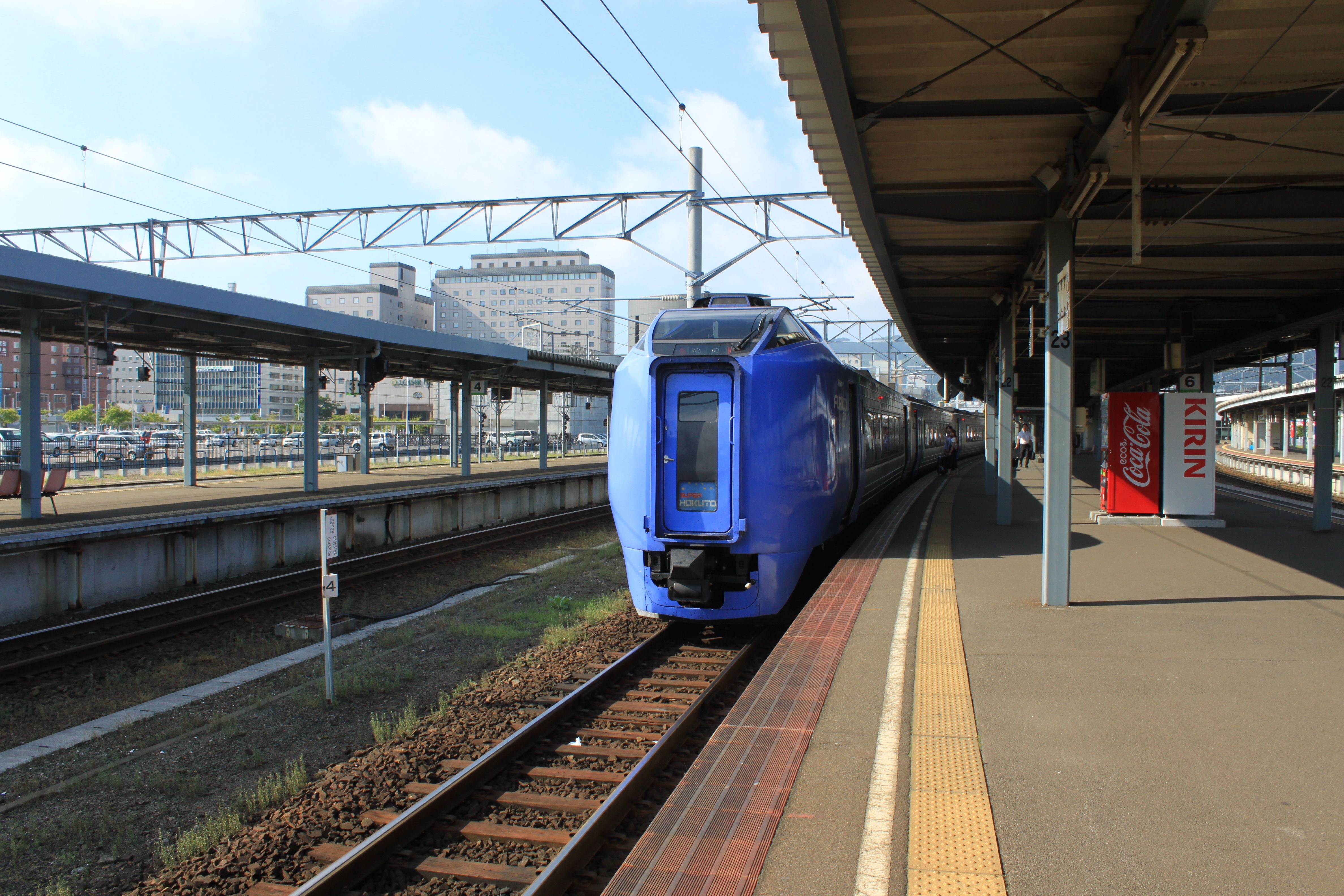
函館車站月台

行政上，函館車站位於北海道渡島支廳函館市若松町的範圍內。
函館車站是個擁有4個港灣式月台、8條鐵路路線的地面車站。雖然曾經一度有過最大6月台11線的路線配置，但在修築第五代的車站大樓時為了取得站體建築用地而將原本的第一與第二號線撤除，並將原本的第三第四號線易名第一第二號線，依此類推。所有行駛於函館本線、江差線與海峽線上的列車如欲通過函館車站，都需採由五稜郭車站方向駛入函館車站停靠，然後再倒退回五稜郭車站的折返式（Switchback）行車方式。與大部分的端點式車站同樣，函館車站的月台與車站大樓之間並不需要靠天橋或地下道的方式連結，而是採全平面的方式配置，旅客進出非常便利。

#### 月台配置
| 月台 | 路線            | 目的地                           | 備註         |
| ---- | --------------- | -------------------------------- | ------------ |
| 1－4 | ■函館本線       | 七飯、大沼公園、森、長萬部方向   | 普通列車     |
| 1－4 | ■道南漁火鐵道線 | 上磯、木古內方向                 | 普通列車     |
| 5、6 | ■函館本線       | 五稜郭、七飯、新函館北斗方向     | 函館Liner    |
| 7、8 | ■函館本線       | 長萬部、東室蘭、苫小牧、札幌方向 | 特急「北斗」 |

### 函館市電 函館站前停留場
對向式月台2面2線的地面車站。

## 歷史

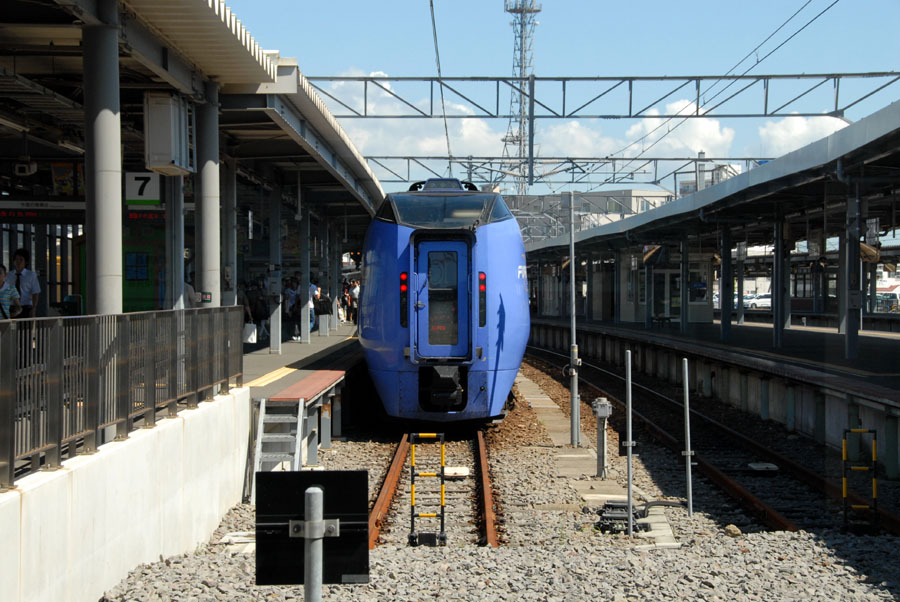
停靠在月台上的函館本線特急，超級北斗號

- 1902年12月10日 - 伴隨北海道鐵道在函館車站～本鄉車站（今日的新函館北斗車站）之間的路段通車，函館車站開始營運。
- 1904年7月1日 - 鐵道路線延長至車站現址，並在此處開設新的函館車站，而原本的舊函館車站則改名為龜田車站。
- 1911年8月29日 - 龜田車站廢站。

函館車站成為青函聯絡船的北海道側進出門戶。作為函館本線的起點站，函館車站長年一直都是北海道地區運行的各列車在計算營業里程的基準車站。
- 1915年6月16日 - 為了接駁青函聯絡船，在與函館站還有一段距離的聯絡船靠岸處附近設置了假乘降場（臨時乘降場），命名為函館碼頭（函館桟橋），以方便聯絡船接駁列車的停靠，但在車資計算上則視同與函館車站為同一站。
- 1930年10月1日 - 函館碼頭假乘降場與函館車站統合。
- 1938年1月18日 - 第三代車站建築因為大火全毀。
- 1942年12月20日 - 第四代車站大樓新建完工。
- 1987年4月1日 - 伴隨日本國鐵分割民營化，函館車站的所有權與營運權改由JR北海道繼承。
- 1988年3月13日 - 伴隨青函隧道的開通，青函聯絡船也停止營運。
- 2003年6月21日 - 第五代車站大樓正式啟用。
- 2016年3月26日 - 北海道新幹線啟用，JR北海道新開行「函館Liner」列車往來於函館車站與新函館北斗車站間為新幹線旅客接駁。江差線移交給道南漁火鐵道並改名為道南漁火鐵道線。
- 2020年（令和2年）5月18日：緊鄰車站大廳的飯店「JR INN函館」開始營運[1]。
- 2021年（令和3年）
  - 2月28日：星光廣場的函館分店閉店[2][3][5]。
  - 同年度內：導入對話售票機[6]。
- 2024年（令和6年）3月16日：開始可以使用IC卡「Kitaca」乘車[7][8][9]。

## 車站周邊
- 函館朝市
- 棒二森屋（Boni-Moriya）

## 相鄰車站
北海道旅客鐵道（JR北海道）
■函館本線（■道南漁火鐵道線）
函館（H75）－五稜郭（H74）
函館市企業局交通部（函館市電）
大森線
松風町（DY16）－函館站前（DY17）
本線
函館站前（DY17）－市役所前（DY18）
※大森線與本線互相直通運行。

### 廢除路線
北海道旅客鐵道（JR北海道）
青函航路（青函連絡船）
青森－函館
函館市交通局（函館市電）
本線
函館站前－若松町

## 新聞報導資料
1. ↑   (PDF) (新闻稿). JR北海道ホテルズ. 2019-12-11  [2020-09-02]. （原始内容 (PDF)存档于2020-09-02）.
2. ↑   (PDF) (新闻稿). 北海道旅客鉄道. 2020-03-11  [2020-03-11]. （原始内容 (PDF)存档于2020-03-11）.
3. 1 2   (PDF) (新闻稿). 北海道旅客鉄道. 2020-12-04  [2021-02-25]. （原始内容 (PDF)存档于2020-12-04）.
4. ↑   (PDF). 北海道旅客鉄道. 2021-01-25  [2021-02-25]. （原始内容 (PDF)存档于2021-01-25）.
5. ↑  但由於閉店日剛好是休息日的禮拜日，真正的最終營業日是前一天2月27日[3][4]。
6. ↑   (PDF) (新闻稿). 北海道旅客鉄道. 2021-08-19  [2021-08-20]. （原始内容 (PDF)存档于2021-08-20）.
7. ↑   (PDF) (新闻稿). 北海道旅客鉄道. 2023-12-15  [2023-12-15]. （原始内容 (PDF)存档于2023-12-15）.
8. ↑   (PDF) (新闻稿). 北海道旅客鉄道. 2023-12-13  [2023-12-13]. （原始内容 (PDF)存档于2023-12-13）.
9. ↑   (PDF) (新闻稿). 北海道旅客鉄道. 2022-09-14  [2022-09-14]. （原始内容 (PDF)存档于2022-09-14）.

## 外部連結
- JR北海道官方網站（页面存档备份，存于）（日文，英文，中文繁體，韓文）
- 北海道故鄉的車站（北海道新聞社）（日文）

41°46′26″N 140°43′36″E / 41.77389°N 140.72667°E